# Тодор Стойчев
Тодор Стойчев Тодоров, повече известен като Тодор Стойчев, е български философ, религиовед и политик от Българската комунистическа партия.

## Биография
Роден е на 9 май 1920 година в село Аджемлер (днес град Аксаково). Член на РМС (1937) и на БРП (1944). Осъден е на доживотен затвор през 1942 година. Излиза от затвора при завземането на властта от ОФ на 6-9 септември 1944 г.
Работи като инструктор и секретар на Околийския комитет на РМС в Балчик. Избран е (1949) за секретар на Областния комитет на ДСНМ във Варна. От 1950 до 1959 г. е първи секретар на Околийския комитет на БКП в Балчик.
Завършва Висшата партийна школа на ЦК на БКП в София през 1959 г. В специализирания научен съвет по философски науки на Академията по обществени науки (АОН) при ЦК на КПСС в Москва защитава дисертация на тема „Религия и общество: философско-социологически анализ“ («Религия и общество: философско-социологический анализ») и придобива научна степен „доктор на философските науки“ през 1970 г.
Работи като старши научен сътрудник в Института по философия на БАН. Публикува статии, издава монографии (включително в съавторство), прави научни редакции.
От 1959 до 1982 г. е първи секретар на Окръжния комитет на БКП във Варна. Става кандидат-член (1958) и член (1961) на ЦК на БКП. Кандидат-член е на Политбюро на ЦК на БКП от 3 юли 1974 до 31 март 1981 г. Остава в Централния комитет на БКП до нейния конгрес през 1986 година.
Народен представител е от 1962 до 1981 година. Член е на Държавния съвет на НРБ от 1971 до 1981 г. После е посланик в Румъния от 1982 до 1987 г.
Погребан е в Централните варненски гробища.

## Отличия
Във връзка с неговата 60-годишнина с указ № 890 от 8 май 1980 г. е обявен за герой на социалистическия труд и е награден с орден „Георги Димитров“. Носител е на съветския орден „Дружба между народите“ (08.05.1980) и на българския орден „Народна свобода 1941 – 1944 г.“